# Bilivske, Vesele
Bilivske (în ucraineană Білівське) este un sat în comuna Zaporijjea din raionul Vesele, regiunea Zaporijjea, Ucraina.

## Demografie
Componența lingvistică a localității Bilivske
     Ucraineană (98,18%)
     Rusă (1,82%)
Conform recensământului din 2001, majoritatea populației localității Bilivske era vorbitoare de ucraineană (98,18%), existând în minoritate și vorbitori de rusă (1,82%).